# 埼玉県社会福祉協議会
埼玉県社会福祉協議会（さいたまけんしゃかいふくしきょぎかい）は、埼玉県さいたま市浦和区に本部を置く社会福祉法人。
福祉・保険・医療の関係者、行政機関、地域住民ボランティアなどの協力をもって、福祉の街づくりを行っている組織である。下部組織として各市町村に社会福祉協議会が設置されている。